# Лэй Вайси
Лэй Вайси́ (кит. трад. 李慧詩, пиньинь Lĭ Huìshī, палл. Ли Хуэйши, род.12 мая 1987) — велогонщица из Гонконга, призёр Олимпийских игр 2012 и 2020 годов.

## Карьера
Лэй Вайси родилась в Гонконге в 1987 году. В школе увлеклась лёгкой атлетикой, после школы поступила в Спортивный институт Гонконга. С 2004 года стала профессиональным спортсменом.
На Азиатских играх 2010 года Лэй Вайси завоевала золотую и бронзовую медали, побив при этом рекорд Азии. На Олимпийских играх 2012 года Лэй Вайси, бывшая знаменосцем сборной Гонконга на церемонии открытия Игр, получила бронзовую медаль.
Одно из главных достижений Лэй Вайси — улучшение азиатского рекорда в гите на 500 м в Мельбурне на одном из этапов Кубка Мира в 2010 году. На Азиатских играх у неё пока две медали в гите на 500 м и бронзовая медаль в кейрине. Она была выбрана восходящей спортивной звездой Гонконга.

## Выступление на летних Олимпийских играх 2012
Лэй Вайси была выбрана знаменосцем Гонконга и получила единственную для Гонконга бронзовою медаль. Также она участвовала в спринте, но выбыла в 1/8 финала проиграв кубинке Лиссандре Гуэрре. За бронзовую медаль она получила 750000 долларов.